# Бембнув (Лодзинське воєводство)
Бембнув (пол. Bębnów) — село в Польщі, у гміні Конопниця Велюнського повіту Лодзинського воєводства.
Населення — 109 осіб (2011).
У 1975-1998 роках село належало до Серадзького воєводства.

## Демографія
Демографічна структура станом на 31 березня 2011 року:
|          | Загалом | Допрацездатний вік | Працездатний вік | Постпрацездатний вік |
| -------- | ------- | ------------------ | ---------------- | -------------------- |
| Чоловіки | 51      | 6                  | 36               | 9                    |
| Жінки    | 58      | 11                 | 30               | 17                   |
| Разом    | 109     | 17                 | 66               | 26                   |